# 桑泽
桑泽（法語：Sanzey，法語發音：[sɑ̃zɛ]）是法国默尔特-摩泽尔省的一个市镇，位于该省中部，属于图勒区。

## 地理
桑泽（48°46'17"N, 5°50'18"E）面积3.58 平方千米，位于法国大東部大區默尔特-摩泽尔省，该省份为法国东北部内陆省份，是洛林的一部分，北邻比利时、卢森堡，北起顺时针与摩泽尔省、下莱茵省、孚日省和默兹省接壤。
与桑泽接壤的市镇（或旧市镇、城区）包括：拉涅、梅尼勒拉图尔、鲁瓦约梅、特龙德。

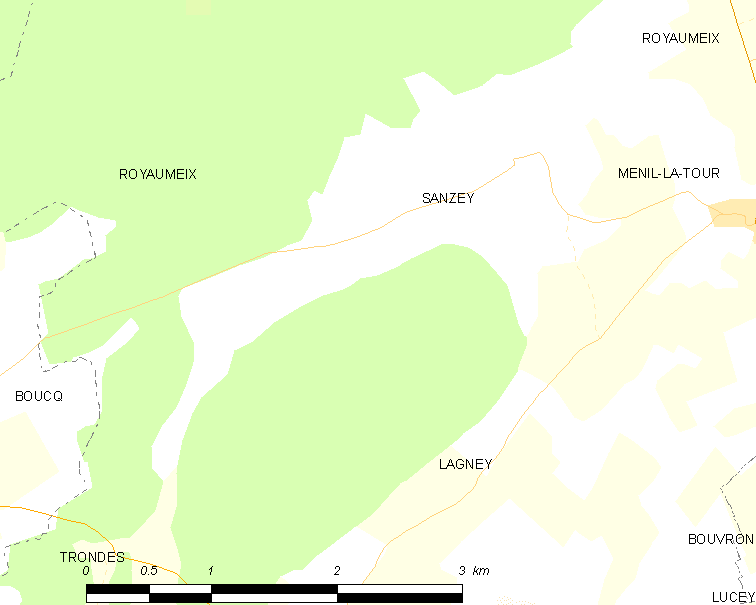
桑泽的OSM定位图

桑泽的时区为UTC+01:00、UTC+02:00（夏令时）。

## 行政
桑泽的邮政编码为54200，INSEE市镇编码为54492。

## 政治
桑泽所属的省级选区为北图卢瓦县。

## 人口

1962-2008年间桑泽人口变化图示

桑泽于2022年1月1日时的人口数量为148人。